# أمريكيون فرنسيون

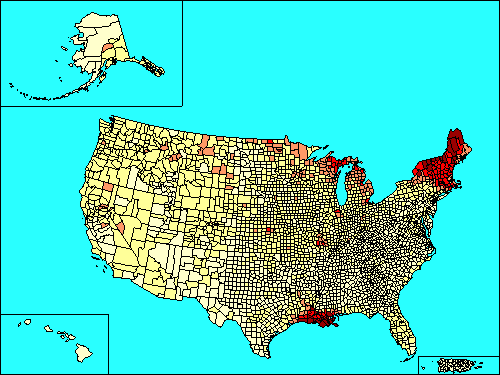
توزيع السكان الأمريكيين الفرنسيين في أمريكا

الأمريكيون الفرنسيون هم مواطنو الولايات المتحدة الأمريكية ذوو الأصول والتراث الفرنسيين. معظم الأمريكيين الفرنسيين لم يأتوا مباشرة من فرنسا وإنما من أراض (مستعمرات) فرنسية في أمريكا الشمالية -على الأغلب في القرنين السابع عشر والثامن عشر الميلادي- كانوا فيها قبل الانتقال إلى الولايات المتحدة. حوالي 13 مليون أمريكي من أصول فرنسية نحو 1.7 مليون منهم يتكلمون اللغة الفرنسية في منازلهم. يتركز الوجود الفرنسي في أمريكا في ولايات لويزيانا وميشيغان ومين ونيو هامبشاير وفيرمونت. حدث مهم في تاريخ الأمريكيين الفرنسيين كان الانفصال عن كيوبك في 1840 إلى 1930 ووقتها انتقل مئات آلاف الفرنسيين الكنديين إلى الولايات المتحدة.